# 윤백영
윤백영(尹伯榮, 1888년 ~ 1986년)은 순조의 3녀 덕온공주의 영손녀(令孫女)이다. 기억력이 좋고 박식하여 나이 80세 까지도 창경궁의 장서각(藏書閣)에 소장된 고서(古書)를 열람하러 다닌 경력이 풍부하였다. 아버지는 구한말에 청빈한 관료였던 윤용구(尹容求)이며, 윤백영 여사를 궁중에서는 '저동궁(苧洞宮) 할머니'라고 불렀는데 그것은 옛날 윤여사의 친정인 공주궁(公主宮)의 이름이었다. 저동궁은 후일 이완용에게 몰수를 당했다.

## 가족
- 아버지 : 윤용구